# Élection présidentielle américaine de 1908 dans l'État de New York
L'élection présidentielle américaine de 1908 dans l'État de New York a lieu le 3 novembre 1908 comme dans les 49 autres États qui composent les États-Unis. Les électeurs vermontois choisissent des grands électeurs pour les représenter dans le collège électoral à travers un vote populaire. L'État de New York dispose en 1908 de 39 grands électeurs. L'État donne l'ensemble de ses grands électeurs au candidat du Parti républicain, l'ancien secrétaire à la Guerre des États-Unis William Howard Taft. 
Le candidat vainqueur de ce scrutin dans tout le pays sera également Taft, qui occupera la présidence des États-Unis du 4 mars 1909 au 4 mars 1913, date à laquelle Woodrow Wilson lui succédera. 